# De Limon Triest
De Limon of De Limon Triest is een Belgische adellijke familie.

## Geschiedenis
Félix de Limon (°1790) werd in 1823 door koning Willem I der Nederlanden in de adel opgenomen. In 1827 werd hij in de Ridderstand van Oost-Vlaanderen opgenomen.
Alfred de Limon (1847-1917) werd in 1888 erkend in de Belgische erfelijke adel en verkreeg in 1889 vergunning om Triest aan de familienaam toe te voegen.

## Genealogie
- Willem de Limon (1716-1759), x Isabelle de Tronzon (1717-1789)
  - Willem de Limon (1744-1795), x Marie Merghelynck (1747-1812)
    - Amélie de Limon (1775-1812), x Jacques de Ghelcke (1773-1844), senator
    - Jean-Baptiste de Limon (1787-1839), x Sophie de la Kethulle (1787-1855)
      - Célestine de Limon (1810-1879), x ridder Pierre van Tieghem de Ten Berghe (1804-1886), volksvertegenwoordiger
      - Julien de Limon (1818-1862), x Émérence Papeleu (°1813)
        - Alfred de Limon Triest (zie hierna)

      - Élodie de Limon (1824-1889), x Edmond de Potter (1818-1884)

  - Anne-Isabelle de Limon (1745-1788), x Ferdinand de Moucheron (1739-1818), heer van Wijtschate en schepen van Veurne
  - Jacques de Limon (1756-1820), heer van Steenbrugge, kapitein van de cavalerie en schepen van Ieper, x Anne Colenbuen, xx Marie-Angélique Diericx (1765-1797)
    - Félix de Limon (°1790), x Thérèse de Loose (✝1830)
      - Eugénie de Limon (1824-1899), x graaf Charles de Kerchove de Denterghem (1819-1882), burgemeester van Gent, provincieraadslid van Oost-Vlaanderen, volksvertegenwoordiger en senator

    - Constant de Limon, cavalerieluitenant onder Napoleon
    - Adélaïde de Limon (1794-1873), x Jean-Pierre Behaghel (1787-1858), Frans kolonel

## Alfred de Limon Triest
Alfred Marie Charles Ghislain de Limon Triest (Gent, 13 maart 1847 - Evergem, 15 maart 1917) werd in 1888 erkend in de Belgische erfelijke adel en verkreeg in 1889 vergunning om Triest aan de familienaam toe te voegen. Hij trouwde in 1872 in Gent met barones Irène Triest de Gits (1852-1907). Ze kregen zes kinderen.
- Geneviève de Limon Triest (1874-1971), grootjuffrouw van het Begijnhof in Brugge, stichter en algemeen overste van de Dochters van de Kerk en erepriorin van het Monasterium van de Wijngaard.
- Fernand de Limon Triest (1877-1973), trouwde in 1908 in Drongen met Geneviève Casier de ter Beken (1885-1973), dochter van baron Amand Casier de ter Beken, gemeenteraadslid van Gent, provincieraadslid van Oost-Vlaanderen en senator. Met afstammelingen tot heden.

## Adellijke allianties
- De Moucheron (1775), De Ghelcke (1797, 1802), De la Kethulle (1809), Behaghel (1821), De Kerchove de Denterghem (1843), De Potter (1843), Triest de Gits (1872), Casier de ter Beken (1908), Ceccopieri Villa Maruffi (1927), Herry (1937), De Baré de Comogne (1946), Du Bus de Warnaffe (1947), Boël (1970), De Ghellinck de Walle, De Vicq de Cumptich, De Marchant et d'Ansembourg, Van der Straten Waillet, Colonna di Paliano, de Cassagne de Saint Jean de Libron